# Virgen de Valparaíso

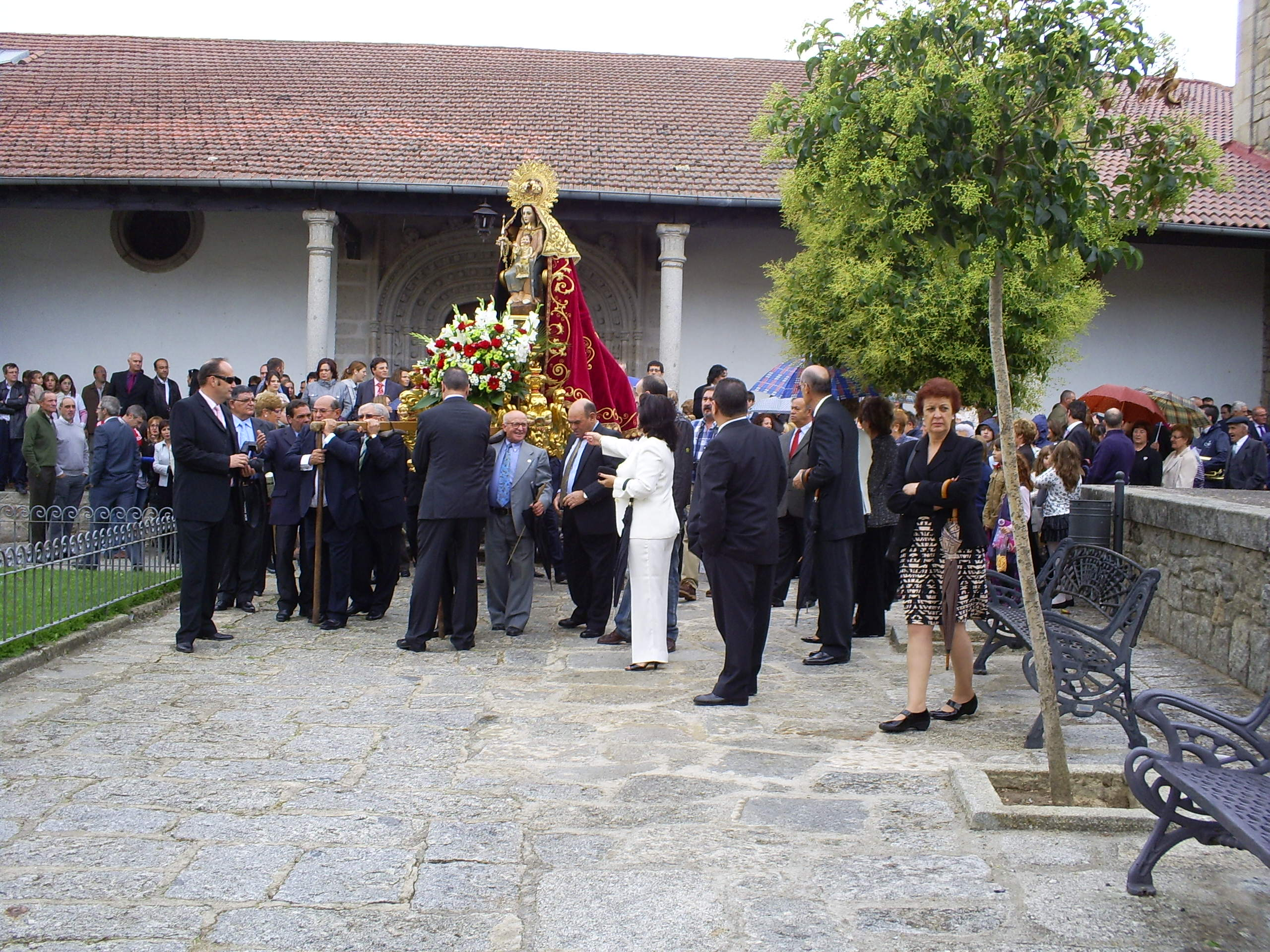
La Virgen de Valparaíso en procesión

La Virgen de Valparaíso es una advocación de María (madre de Jesús), patrona de Santibáñez de Béjar, una localidad de la provincia de Salamanca, España, que cuenta con unos 550 habitantes. Las fiestas en su honor se tienen lugar el primer fin de semana de octubre, durante las mismas se realiza una procesión en la que se concentran miles de fieles. En sua fiestas se realiza una procesión en su honor fieles, el cual habitual es que concurran entre 2.000 y 3.000 personas. El día de San Juan, se realiza también una procesión que transcurre desde la iglesia hasta su ermita, a apenas 500 m del pueblo.

## La Virgen
La Virgen es una talla de estilo románico, realizado con materiales propios de aquella época, sobre todo con materiales compuestos y madera policromada. La Virgen no muestra sentimiento maternal hacia el niño, siguiendo el reglamento de aquel estilo, con forma obsoleta.

## Asociación de cofrades
La virgen de Valparaíso tiene una asociación de cofrades, que en el año 2017 experimentó una espectacular subida de socios, que supera ampliamente los 500, los cuales también llevan el mantenimiento de la virgen durante los 365 días del año, y los días anteriores de su procesión la preparan con su manto, sus cadenas, anillos y pulseras de oro y la decoran con flores.
También hacen la subasta todos los años para sacar dinero para el mantenimiento de la virgen.